# Buenos Aires (tango)
Buenos Aires es un tango cuya letra pertenece a Manuel Romero en tanto que la música es de Manuel Jovés, que fue estrenado el 22 de febrero de 1923 en la obra En el fango de París, de autoría de Romero, en el Teatro Maipo de Buenos Aires que representaba la compañía Morganti-Mary-Gutiérrez. El tango fue cantado en la obra por Morganti y el mismo año lo grabó Carlos Gardel con acompañamiento de guitarras.

## Letra del tango "Buenos Aires"
Buenos Aires la Reina del Plata,
Buenos Aires mi tierra querida;
escuchá mi canción
que con ella va mi vida.
En mis horas de fiebre y orgía,
harto ya de placer y locura,
en ti pienso patria mía
para calmar mi amargura.
Noches porteñas, bajo tu manto
dichas y llanto muy juntos van.
Risas y besos, farra corrida,
todo se olvida con el champán.
Y a la salida de la milonga
se oye a una nena pidiendo pan,
por algo es que en el gotán
siempre solloza una pena.
Y al compás rezongón de los fuelles
un bacán a la mina la embrolla,
y el llorar del violín va
pintando el alma criolla.
Buenos Aires, cual a una querida
si estás lejos mejor hay que amarte,
y decir toda la vida
antes morir que olvidarte.

## Los autores
Manuel Romero (21 de septiembre de 1891, Buenos Aires, Argentina – 3 de octubre de 1954 ) fue un dramaturgo, letrista y director de cine argentino y uno de los creadores del teatro de revista; como letrista de tangos, consiguió numerosos éxitos perdurables a lo largo del tiempo.
Manuel Jovés , cuyo nombre completo era Manuel Jovés Torras, ( Manresa, Barcelona, 8 de marzo de 1886 - Buenos Aires, Argentina, 26 de octubre de 1927 ) fue un pianista, compositor y director español, que nacionalizado en Argentina, forjó una extensa carrera en el ambiente musical.
Otros tangos creados por el mismo binomio fueron Patotero sentimental (1922) estrenado en el sainete El bailarín de cabaret y Nubes de humo y Pobre milonga, estrenados en otras obras teatrales.

## Grabaciones
Después de la grabación para la discográfica Odeon que hiciera Gardel con el acompañamiento de los guitarristas José Ricardo y Guillermo Barbieri en 1923, el cantor realizó otra en 1930 agregando un piano a las guitarras. En 1941 lo grabó Francisco Lomuto con la voz de Jorge Omar para RCA Victor, en diciembre de 1942 lo hizo Aníbal Troilo con la voz de Francisco Fiorentino para RCA Victor y en 1952 volvió a grabarlo, esta vez en TK y con la voz de Jorge Casal. En abril de 1956 lo registró Carlos Di Sarli con la voz de Roberto Florio para RCA Victor.
Otras versiones fueron registradas por Hugo del Carril, Héctor Mauré y Edmundo Rivero y por las orquestas de Francisco Canaro con la voz de Alberto Arenas, Eduardo del Piano con la voz de Héctor de Rosas, Armando Pontier con la voz de Carlos Casado, el Quinteto Real, Donato Racciatti con el cantor Carlos Roldán y Florindo Sassone con la voz de Oscar Macri.

## En el filme sin sonidoLa mujer de medianoche
El pionero del cine argentino, Federico Valle, italiano, radicado en la Argentina en 1915, realizó junto a Pablo Benedetti el filme La mujer de medianoche estrenado en 1925, que fue la primera película que llevaba en la parte inferior del fotograma el pentagrama musical para que las orquestas en los cines tocaran la música incidental que correspondía al filme y fue también la primera película en la que aparece por primera vez el tango Buenos Aires.

## Historia
José Mármol en 1843 en su poema A Rosas había llamado a Buenos Aires, la Emperatriz del Plata y Esteban Echeverría en su poema Avellaneda la denominó Reina del Plata en 1849 pero Buenos Aires fue el primer tango en el que esta ciudad, humanizada, es la protagonista principal, no una mención secundaria, y su letra “expresa la verdadera naturaleza del amor que el porteño profesa a su ciudad”.
La crítica de la obra de teatro publicada por El Diario dijo que en ella se cantaba “un tango patriotero” en tanto La Prensa después de narrar que el shimmy y el tango interpretados en la obra fueron muy aplaudidos, afirmaba que “Tal vez sea esa razón suficiente para demostrar el acierto con el que proceden los que dan al público lo que el público quiere, sin preocuparse de lo que ello represente bajo el complejo aspecto de una razón primordial de arte”. Por su parte La Montaña se refirió al “bonito tango Buenos Aires” señalando que fue tan del agrado del público que debió repetirse en tanto Última hora dijo que con el tango “obtuvo un éxito personal Morganti” y anticipó “ha de tener una rápida popularización”.